# Tatjana Lackner

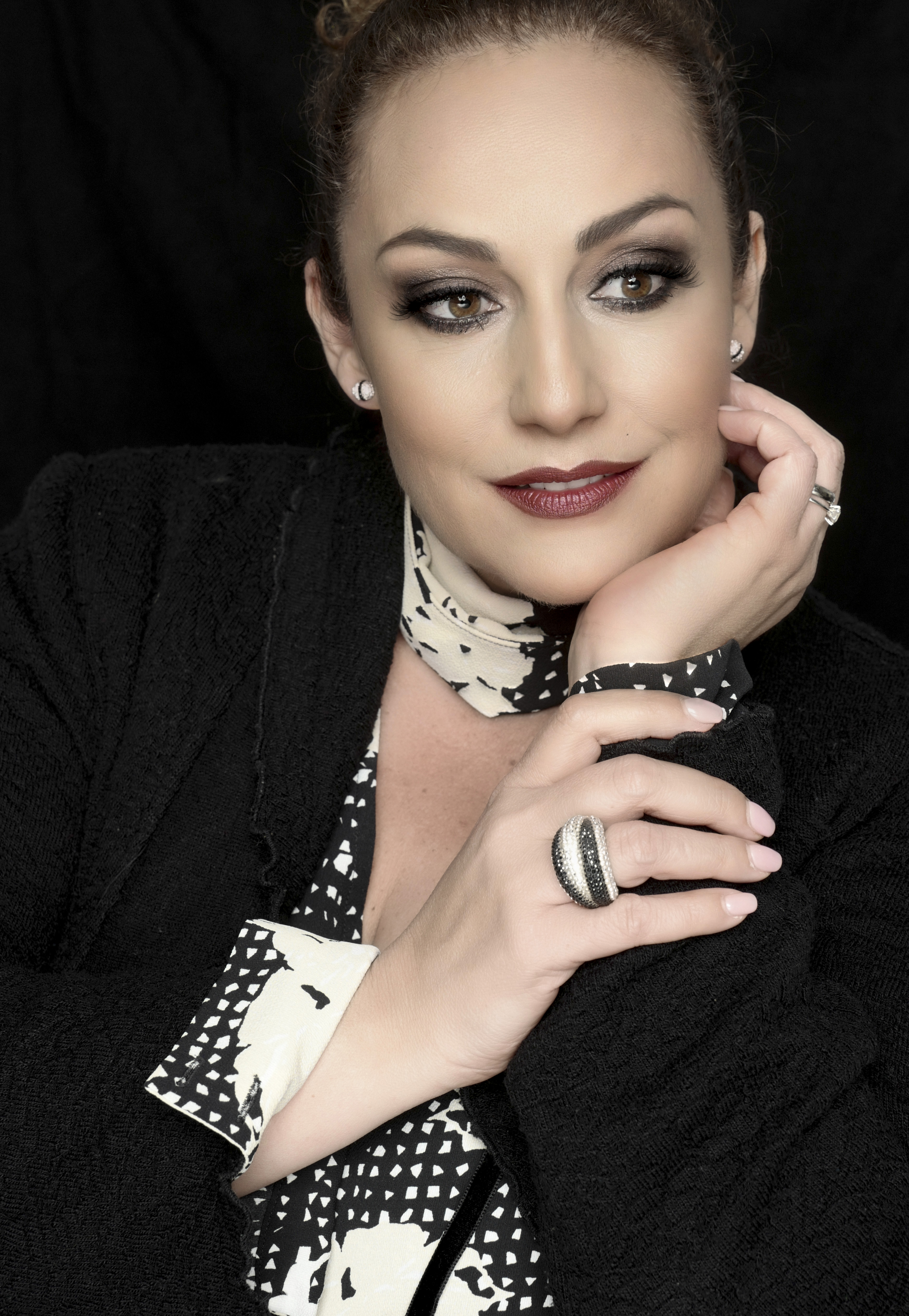
Tatjana Lackner (2017)

Tatjana Lackner (* 25. März 1970 in München) ist eine österreichische Sachbuchautorin.

## Beruflicher Werdegang
Lackner besuchte nach dem Umzug ins Waldviertel das BORG Krems. Nach der Matura 1988 absolvierte sie eine Lehre zur Einzelhandelskauffrau im Buchhandel. Sie absolvierte eine Ausbildung zur Diplom-Betriebswirtin und einen MBA-Lehrgang am Studienzentrum Hohe Warte, wo sie einen Doktorgrad erwarb. Von 1991 bis 1995 war Lackner beim Österreichischen Rundfunk (Ö1, Ö2 und Ö3) tätig, unter anderem für die Sendungen Ambiente, Treffpunkt Radio und das Nachtprogramm.
1995 gründete sie in Wien eine Sprechschule. Sie verfasste Artikel für die österreichische Tageszeitung Der Standard und wurde als Kommunikationsexpertin zur Analyse von Politikern und Prominenten herangezogen, unter anderem für Puls4, den ORF oder die Kronen Zeitung.
Lackner arbeitet neben der Autorentätigkeit auch als Kommunikationstrainerin und Sprecherin.

## Auszeichnungen
- 2002: Walter-Nettig-Preis der Jungen Wirtschaft Wien, Kategorie „Beste Jungunternehmerin“[14]
- 2014: „Trainerin des Jahres“, Fachmagazin Training[15]

## Publikationen
- mit Ronny Hollenstein und Josef Lentsch: Die Schule des Sprechens – Rhetorik und Kommunikationstraining. Österreichischer Bundesverlag, Wien 2000, ISBN 3-215-12909-4.
- mit Nika Triebe: Rede-Diät – So halten Sie Ihre Rhetorik schlank. Residenz, St. Pölten 2006, ISBN 3-7017-3005-9.
- mit Nika Triebe: Be Boss – 33 Stolpersteine beim Führen & Kommunizieren. Manz, Wien 2008, ISBN 978-3-214-00395-1.
- Die Kommunikationsgesellschaft – Lackners Labor. Austrian Standards plus Publishing, Wien 2014, ISBN 978-3-85402-300-5.[16]
- Business-Rhetorik to go. Sprechen 4.0. Austrian Standards plus Publishing, Wien 2018, ISBN 978-3-85402-363-0.[17]